# Франкеншльондра
«Франкеншльондра» (англ. Frankenhooker) — американська чорна комедія-жахів 1990 року режисера Френка Гененлоттера. Вільна інтерпретація роману «Франкенштейн, або Сучасний Прометей» Мері Шеллі.

## Акторський склад
| Актор            | Роль                             |
| ---------------- | -------------------------------- |
| Петті Маллен     | Елізабет Шеллі / Франкеншльондра |
| Джеймс Лорінц    | Джеффрі Франкен                  |
| Джозеф Гонсалес  | Зорро                            |
| Джоан Рітчі      | місіс Шеллі батько Елізабет      |
| Джей Джей Кларк  | містер Шеллі мати Елізабет       |
| Луїза Лассер     | місіс Франкен мати Джеффрі       |
| Хізер Хантер     | Шартрез повія                    |
| Кемп Мул         | Хані повія                       |
| Дженніфер ДеЛора | Енжел повія                      |

## Сюжет
Джеффрі Франкен — молодий науковець з Нью-Джерсі, який спеціалізується на біоелектриці, працює на електростанції. Він збирається одружитися зі своєю нареченою Елізабет. На день народження батька Елізабет Джеффрі дарує йому автоматичну газонокосарку. Однак, коли Елізабет намагається продемонструвати її в дії, вона ненароком потрапляє під колеса і гине.
Охоплений горем Джеффрі починає будувати плани, як за допомогою своїх знань у сфері біоелектрики відновити Елізабет і повернути її до життя. Горе змушує його влаштовувати жартівливі побачення з тими частинами Елізабет, які він зміг врятувати, а також виконувати саморепанацію за допомогою електродрилі, щоб заспокоїтися. Він вирішує створити ідеальне нове тіло для Елізабет, зібравши його з нью-йоркської повії.
Познайомившись із кількома дівчатами та їхнім сутенером Зорро, м'язистим і темпераментним торговцем креком, Джеффрі вмовляє Зорро дозволити йому зняти кожну з дівчат на одну ніч, щоб знайти повію, в якої буде ідеальне тіло для Елізабет. Натхненний новинами про те, що крек став причиною смерті багатьох нью-йоркських повій, він розробляє «супер-крек», який змушує живих істот вибухати. Вирішивши, що в цьому немає нічого поганого, оскільки крек все одно вб'є повій, Джеффрі заманює їх до готельного номера під виглядом «медичного огляду» і позначає дівчат частинами тіла, які він хоче отримати для Елізабет. Однак коли в нього з'являються сумніви і він починає вагатися у подальших діях, повії знаходять пакет із суперкреком і палять його, незважаючи на вмовляння Джеффрі, внаслідок чого всі вони вибухають на шматки.
Зорро чує метушню і вбігає у кімнату, але його вирубує одна з голів повій. Джеффрі поспішно складає частини тіла в сміттєві мішки. Підібравши ідеальні частини тіла і зшивши їх разом із головою Елізабет у єдине тіло, та дочекавшись удару блискавки під час грози, Джеффрі повертає Елізабет до життя. Однак рухи її тіла "дерв'яні", міміка обличчя незграбна, а словниковий запас обмежений кількома фразами, які говрили дівчата-донори перед смертю. «Франкеншльондра» тікає з підвалу і починає шукати клієнтів, які вибухають від розрядів електрики, коли намагаються вступити з нею в інтимну близькість.
Джеффрі вирушає на пошуки Елізабет і знаходить її у барі, проте Зорро вже теж там. Почувши, що вона назвала його ім'я та впізнавши частини тіла своїх дівчат, Зорро зі злості б'є її так сильно, що її голова майже повністю відривається від тіла. Джеффрі вислизає від Зорро і забирає Елізабет додому, щоб пришити їй шию і знову повернути до життя.
Елізабет прокидається і виявляє, що до неї повернулася пам'ять. Спочатку Елізабет вражена тим, що Джеффрі повернув її до життя, але швидко впадає в лють, коли розуміє, з чого тепер зроблене її тіло і яким чином Джеффрі дістав його частини. Джеффрі намагається виправдатися, але на нього нападає Зорро, який переслідував його до будинку, і відрубує йому голову. Зорро намагається забрати Елізабет з собою, наголошуючи на те, що більша частина її нового тіла належить йому. Однак запасні частини повій також ожили під час шторму і перетворилися на численних гротескних довгоногих монстрів, які накидаються на Зорро і тягнуть його до свого сховища, де він ймовірно гине.
Елізабет вирішує оживити Джефрі за допомогою тієї ж процедури, яку він застосував до неї, але оскільки цей процес працює лише на жіночих тілах, Елізабет змушена покласти голову Джефрі на тіло, зроблене з частин тіла повії, щоб повернути його до життя. Коли Джеффрі прокидається, Елізабет радісно каже, що вони будуть разом назавжди, а Джеффрі стогне від жаху, дивлячись на своє нове жіноче тіло.

## Випуск
Реліз фільму затримався через труднощі з отриманням рейтингу R від MPAA; режисер згадує, що один із представників рейтингового органу сказав у телефонній розмові з секретаркою продюсерської компанії: «Вітаю, ви перший фільм, який отримав рейтинг S». Вона запитала: «S? Мається на увазі секс?» (англ. S? For sex?), а він відповів: «Ні, S означає лайно» (англ. No, S for shit). Консервативні батьки Френка Гененлоттера наполягли на тому, щоб відвідати прем'єру фільму в Нью-Йорку, і на його здивування не образилися на експлуататорські елементи.
Фільм був випущений на VHS у 1990 році компанією Shapiro-Glickenhaus Entertainment і мав інтерактивну коробку, в якій головний герой вигукував «хочеш побачення?!», коли натискали кнопку на коробці.
8 листопада 2011 року компанія Synapse Films випустила фільм на Blu-ray.
2 січня 2012 року компанія Arrow Films випустила спеціальне видання на Blu-ray. У видання включили багато ексклюзивів, зокрема аудіокоментарі від Гененлоттера та виконавця головної ролі Джеймса Лорінца, документальний фільм під назвою «Ваше побачення на тарілці» та екскурсію по лабораторії ефектів Гейба Барталоса в Лос-Анджелесі. Ще до нього увійшли три короткометражки з релізу Synapse, а також трейлери до фільмів «Істота в кошику», «Істота в кошику 2» і «Пошкодження мозку», режисером яких також виступив Гененлоттер.